# Mohamed Amine Sebbar
Mohamed Amine Sebbar (arab. محمد أمين الصبار, ur. 13 kwietnia 1992 w Safi) – marokański piłkarz, grający jako środkowy obrońca w Al-Mustaqbal SC.

## Kariera klubowa

### Olympic Safi
Zaczynał karierę w Olympic Safi, do pierwszego zespołu z rezerw został przeniesiony 1 stycznia 2011 roku.
W sezonie 2011/2012 zagrał dwa spotkania. W sezonie 2012/2013 wystąpił w sześciu meczach. Sezon 2013/2014 zakończył z 16 meczami i dwiema bramkami na koncie. W sezonie 2014/2015 zagrał 27 meczów, miał gola i asystę. W sezonie 2015/2016 zaliczył 26 występów, również raz asystował. W sezonie 2016/2017 zagrał 15 meczów i strzelił gola. Dokładnie takie same statystyki miał w kolejnym sezonie. W sezonie 2018/2019 wystąpił w dwóch spotkaniach.

### Youssoufia Berrechid
16 stycznia 2019 roku przeszedł do Youssoufii Berrechid. Odszedł stamtąd 4 listopada tego samego roku.

### Powrót do Safi
30 listopada 2020 roku powrócił do Olympic Safi. Zagrał tam siedem spotkań.

### Dalsza kariera
1 sierpnia 2021 roku został graczem JS Massira. 29 lipca 2022 roku podpisał kontrakt z AS Salé. 31 stycznia 2023 roku został zawodnikiem Chababu Atlas Khénifra. 9 listopada 2023 roku przeszedł do libijskiego Al-Mostaqbal SC.